# Chotzen (Familie)

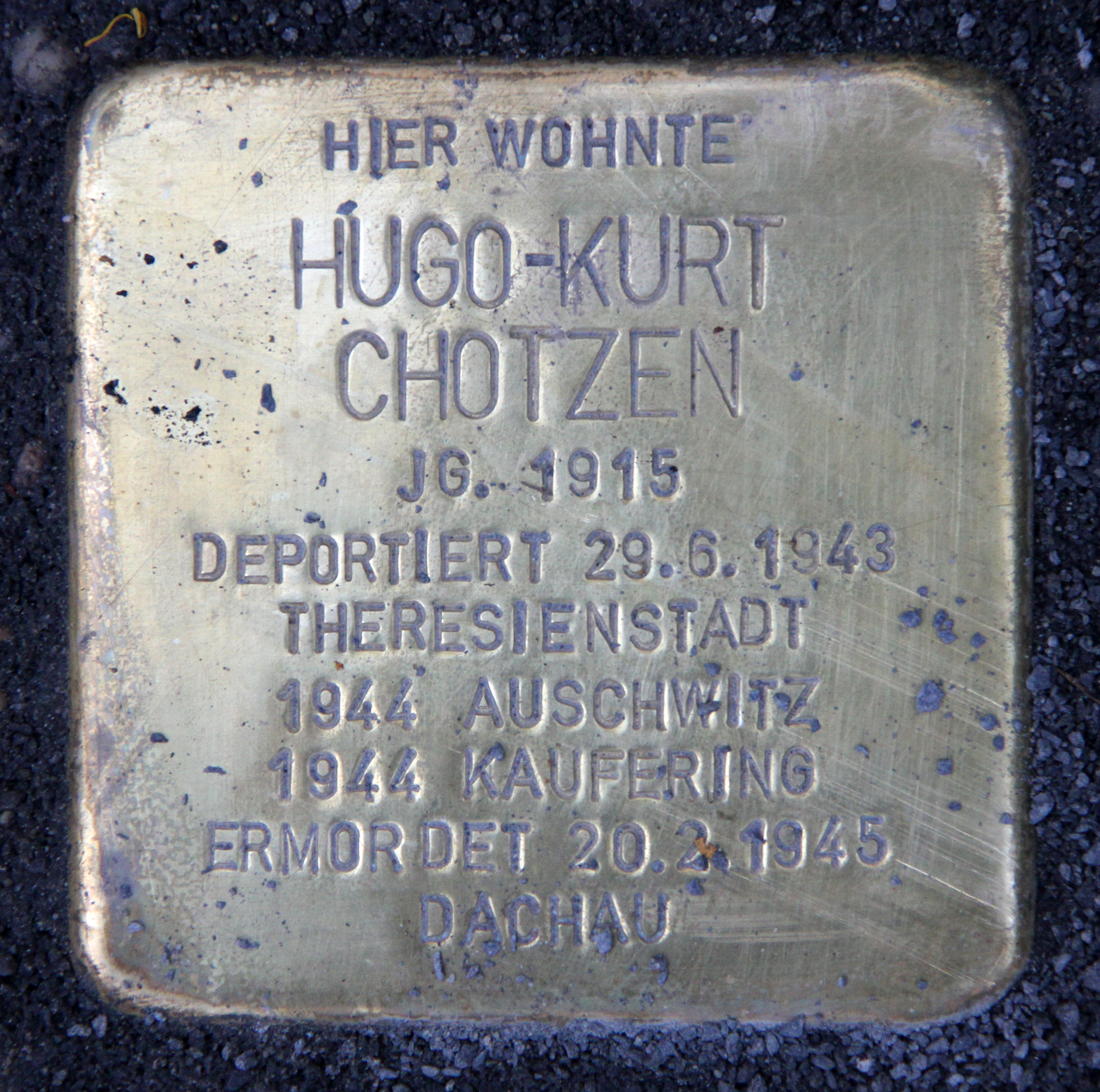
Stolperstein vor dem Haus, Johannisberger Straße 3, in Berlin-Wilmersdorf

Die Familie Chotzen war eine jüdische Familie in Berlin. Elsa Chotzen führte von 1937 bis 1946 ein Haushaltsbuch, in dem über die genannte Zeitspanne alle Ausgaben und Einkünfte der Familie eingetragen sind. Dies ist das einzige erhaltene Haushaltsbuch einer deutsch-jüdischen Familie, das über den gesamten Zeitraum des Zweiten Weltkrieges geführt worden ist. Ebenso gibt es andere Aufzeichnungen des Familienlebens, wie zum Beispiel Fotos, Postkarten und Interviews, wodurch die Familie Chotzen zu den bestdokumentierten jüdischen Biographien zählt.

## Geschichte
Kurz vor Beginn des Ersten Weltkrieges heirateten Josef Chotzen (1883–1942) und Elsa Arndt (1887–1982). Beide stammten aus Cottbus. Bereits 1907 war ihr ältester Sohn Josef "Eppi" Chotzen (1907–1992) geboren worden. Da Josef Jude und Sohn eines Rabbiners und Elsa Protestantin war, hatte es in beiden Familien Widerstand gegen die Hochzeit gegeben, die deshalb erst 1914 erfolgte, sieben Jahre nach der Geburt des ersten Kindes. Nach der Heirat konvertierte Elsa zum Judentum. Die Familie zog nach Berlin. Es folgten drei weitere Söhne, Hugo-Kurt (1915–1945), Erich (1917–1942) und Ullrich Joachim (1920–1945). Das Ehepaar führte bis 1929 ein Wäschegeschäft, danach wurde Josef Chotzen Angestellter der Mitteldeutschen Textil-Einkaufsgesellschaft. Die Söhne übten verschiedene Sportarten im Verein aus und teilten mit ihrem Vater die Liebe zur Fotografie. Die Familie gehörte zwar offiziell zur jüdischen Religionsgemeinschaft, war aber nicht religiös und während des Weimarer Republik keinerlei Diskriminierung ausgesetzt. "Eppi" trat als Kaufmannslehrling in Gera 1924 dem neugegründeten Reichsbanner Schwarz-Rot-Gold bei. Später war er Mitglied in der Kommunistischen Partei.
Während der Zeit des Nationalsozialismus war die Familie wie alle jüdischen Familien erheblichen Repressionen ausgesetzt. Die Söhne wurden nach den nationalsozialistischen Rassengesetzen als Geltungsjuden klassifiziert. Schon 1933 wurde der politisch und gewerkschaftlich engagierte Kaufmann "Eppi" verhaftet, aber nach wenigen Wochen freigelassen. Da er seine Arbeit verlor, musste er sich fortan mit Gelegenheitsarbeit durchschlagen. Die jüngeren Brüder mussten 1933 die Schule verlassen und 1937 auch den Sportverein. 1936 verlor der Vater seine Arbeit. Ab 1939 mussten Vater und Söhne Zwangsarbeit leisten. Das Haushaltsbuch dokumentiert die finanziellen Sorgen dieser Jahre. Trotzdem gelang es der Familie lange ein normales Leben aufrechtzuerhalten und sogar Reisen zu unternehmen. 1941 heirateten die drei jüngeren Söhne. Alle drei Schwiegertöchter waren jüdisch. "Eppi" dagegen heiratete seine tschechische Freundin Bohumila, genannt Bozka, mit der er seit 1928 liiert war, nicht, um sie nicht durch seine politische Tätigkeit in Gefahr zu bringen.
1942 starb der seit 1940 schwerkranke Josef Chotzen an den Folgen der Zwangsarbeit. Sechsmal gelang es Elsa, ihre bereits in Sammellager verschleppten Söhne und Schwiegertöchter freizubekommen. So nahm sie auch am Rosenstraße-Protest teil. Letztlich konnte sie aber die Deportationen ihrer Kinder nicht verhindern: Erich Chotzen und seine erst 18-jährige Frau Ilse begleiteten Ilses Mutter Käthe Schwarz wenige Wochen nach der Hochzeit im Januar 1942 freiwillig ins Ghetto Riga, wo sie noch im selben Jahr ermordet wurden. Die beiden anderen jungen Ehepaare wurden 1943 nach Theresienstadt deportiert. Hugo-Kurt und Ullrich starben 1945 in einem Außenlager des KZ Dachau und Hugo-Kurts Frau Lisa 1944 in Bergen-Belsen. Elsa versuchte sie durch fast tägliche Päckchen zu unterstützen. Sie versorgte auch versteckte jüdische Freunde. "Eppi" tauchte mit Hilfe seiner Freundin Bozka zwischenzeitlich unter; in den letzten Kriegsjahren schützte ihn seine Arbeit bei der Bombenschädenbeseitigung vor Verhaftung.
Nur Elsa und "Eppi" sowie Ruth Chotzen, die Frau von Ullrich, überlebten die Zeit des Nationalsozialismus. "Eppi" heiratete Bozka. Er arbeitete ab 1946 in der Entnazifizierungskommission in Berlin-Wilmersdorf. Wegen Gesundheitsschäden durch die Zwangsarbeit trat er 1948 in den Ruhestand. Ruth wanderte 1946 nach Amerika aus, wo sie später den Holocaustüberlebenden Fred Weinstein heiratete und drei Kinder bekam.
Am 18. Oktober 2014 wurden vor ihrem ehemaligen Wohnhaus, Berlin-Wilmersdorf, Johannisberger Straße 3, fünf Stolpersteine für die Familie Chotzen verlegt.

## Film
- el Bitar, Sönke und Pieken, Gorch: Chronik eines verordneten Todes – Die Vernichtung einer deutschen Familie, Dt. 2004, 50' Dokumentarfilm über Familie Chotzen